# ヴォルガ・タタール人
ヴォルガ・タタール人（ヴォルガ・タタールじん、タタール語: Идел-Урал татарлары）は、ロシアのヴォルガ川中流域（イデル＝ウラル地方）に居住するテュルク系民族。ロシア連邦内にタタールスタン共和国を形成している。シベリアから東ヨーロッパにかけて分布するタタールと総称されるテュルク系諸民族の中で最大のグループであり、しばしば単に「タタール人」ともいう。タタールスタンの首都カザンに居住し、歴史的にカザン・ハン国を建てたグループを特にカザン・タタール人（Казан татарлары）ともいう。

## 概要
ヴォルガ・タタール人は、タタールスタン共和国を中心に、ロシア連邦の各地に住む民族である。統計上の総人口はおよそ550万人で、ソ連崩壊後のロシアにおいてロシア人に次ぐ第2位の人口を有する。ただし、統計上、クリミア・タタール人以外のタタール人はみなヴォルガ・タタール人と同じ「タタール人」として計上しているためヴォルガ・タタール人単独の数値ではない。
タタールスタン共和国の人口380万人のうち、50%強がタタール人で、タタールスタンはロシア連邦の非ロシア系民族の国の中では特に高い経済力、政治的発言力を持つ有力な連邦構成主体である。
タタール人はスンナ派のムスリムを主体とする。元来あったモンゴロイドの要素は一部を除いて、形質的にはほぼコーカソイドで、外見でロシア人との見分けをつけることは外国人には難しい。

## 歴史
もともとフィン・ウゴル系民族が主体であったヴォルガ地方に、テュルク系民族が流入するのは7世紀のことである。この頃、アゾフ海北岸から黒海北岸の方面で遊牧国家を形成したテュルク系のブルガールが分裂し、西進した人々はドナウ川流域にブルガリア帝国を建設してスラヴ化してゆくが、東進した人々はヴォルガ川中流の屈曲部に定住してヴォルガ・ブルガールと呼ばれる王国を建国、ヴォルガ川下流域に勢力を拡大したテュルク系の遊牧国家ハザールに服属した。10世紀にハザールが衰退すると、ヴォルガ・ブルガールはハザールに代わって中央アジアのイスラム勢力と、西のルーシ（ロシア）の人々との間の仲介交易に携わるようになって繁栄した。
13世紀初頭、東方の草原地帯にモンゴル帝国が起こるとヴォルガ・ブルガールはその進攻を受けるようになり、1236年にバトゥ率いるヨーロッパ遠征軍の最初の標的とされた。征服された後は、バトゥの立てたジョチ・ウルスに併合された。モンゴルの支配下でヴォルガ地方には、ヴォルガ下流域のテュルク系遊牧民キプチャク系の人々が盛んに流入するようになり、民族の混交が起こって言語的にもキプチャク化していった。ヴォルガ・タタール人の先祖となる人々はこうして形成されたが、言語的にテュルク諸語のうちでも特殊なグループに属するブルガールの言葉の特徴を残しているのは、ヴォルガ・タタールよりもむしろ北に住むチュヴァシ人である。
ジョチ・ウルス時代は南の草原地帯が諸勢力の興亡の舞台となったため、ヴォルガ中流は歴史の中心から外れていたが、15世紀にチンギス・ハーンの末裔同士で草原で繰り広げられていた王位争いに敗れた王族ウルグ・ムハンマド（大ムハンマド）という人物が1438年にヴォルガ中流域に後退してカザンで王位につき、カザン・ハン国を建国した。カザン・ハン国は南の草原から持ち込んだイスラム教を支配下のヴォルガ中流域に広め、東西の中継交易を掌握して繁栄したが、16世紀に入ると王位を巡る争いから衰退し、1552年にロシアのイヴァン4世によって征服された。こうしてロシアの支配下に入ったカザン・ハン国の遺民のテュルク系ムスリムがカザン・タタール人となる。
ロシア帝国のもとでカザンにはキリスト教の文化が持ち込まれ、ロシア人が流入してきたためにタタール人はロシア帝国の各地に拡散していった。一時はイスラム教の信仰も廃れ、キリスト教に改宗してロシア化してゆく者も増えた。このころ正教に改宗したグループはクリャシェン人という別民族としての自認を獲得していった。18世紀に入ると、エカチェリーナ2世らの啓蒙専制君主のもと、ロシア帝国はイスラム教の抑制を改め、ロシア文化に親しんで「文明」化したムスリムであるタタール人のイスラム信仰を保護し、いまだ「野蛮」な中央アジアやカフカスのムスリムの教化にあたらせようとする政策に転じたため、ヴォルガ・タタール人はロシア帝国下のムスリムの最先進民族として優遇されるとともに、中央アジアやカフカスの各地で商業・交易活動に従事して富裕な共同体へと発展していった。19世紀末から20世紀初頭にはロシア帝国のムスリム諸民族の教育・文化を改革し、ロシア帝国の枠内での自治を認めさせることを目指す運動の主導的役割を果たし、一部は中国領の東トルキスタン（新疆）にまで進出して新疆の民族運動に加わった。

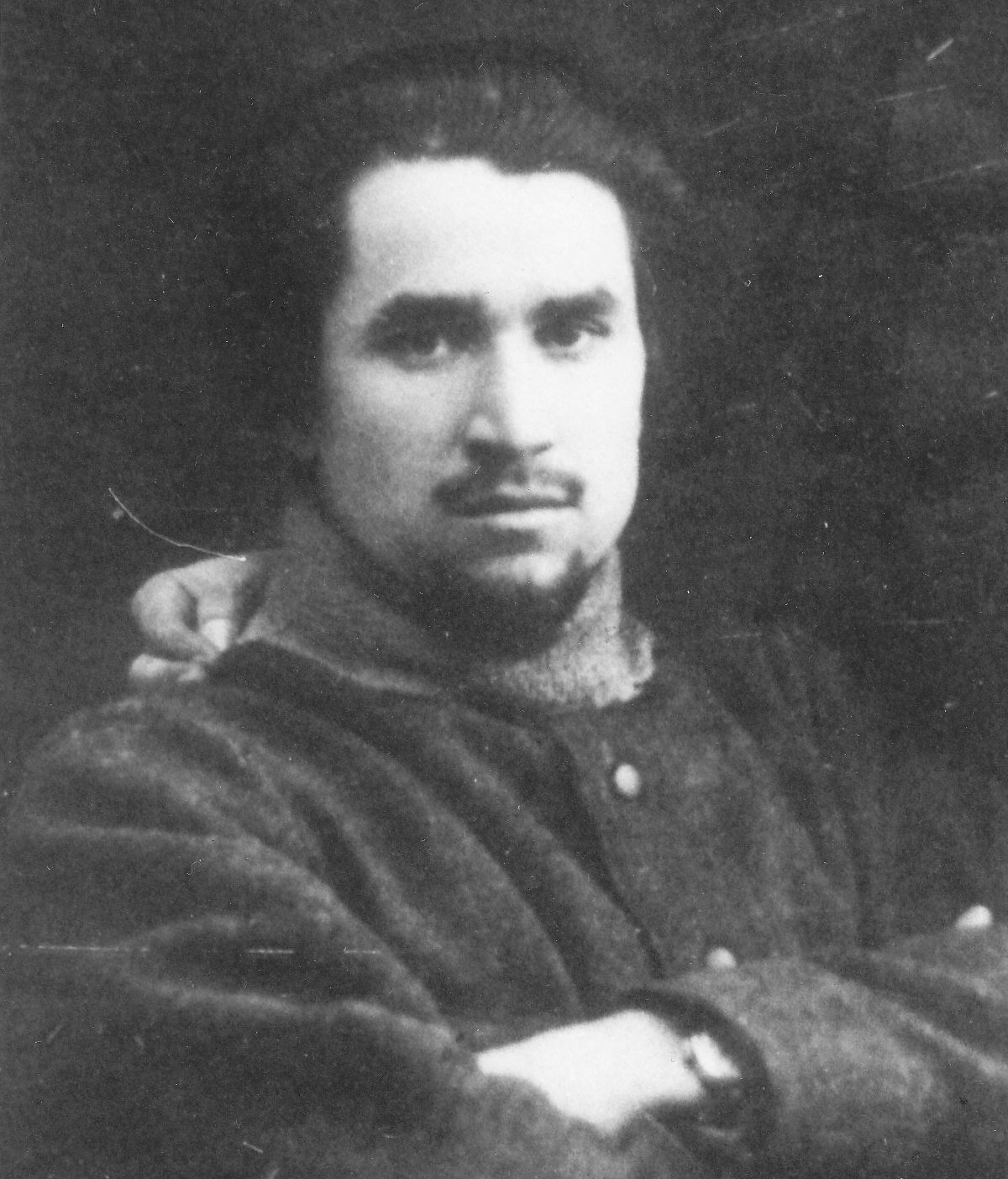
スルタンガリエフ

ロシア革命では、ムスリム諸民族を統合した連邦をつくりソビエト国家の枠内での自治を実現しようとするタタール人共産主義者ミールサイト・スルタンガリエフらが活躍したが、ロシア人主体のソビエト政権は民族ごとの自治領域を設定してムスリムを民族ごとに細分することにし、1920年にタタール人の自治領域としてタタール自治共和国が現在のタタールスタン共和国の地に建設された。
また、ロシア帝国の末期頃から、ヴォルガのタタール人はブルガール人の末裔であると主張して、ブルガール人の自治実現を目指す動きも起こっていたが、タタール自治共和国の建設ともにこれまで漠然とタタールと呼ばれていた人々をまとめて指す民族名としてタタール人という名が公式に設定され、ヴォルガ・タタール人のみを指すブルガールの民族名は否定された。その後、ソ連末期に比較的大きな人口を持つクリミア・タタール人がタタール人と別民族であることを認められたが、現在もその他のタタールはタタールと総称されたままである。

## ヴォルガ・タタール人のサブグループ
ヴォルガ・タタールはタタール語の方言によって主に三派に分かれる。
- カザン・タタール人（中部タタール）
  - ナガイバク人
  - クリャシェン人
  - カシモフ・タタール人
  - アストラハン・タタール人 他
- ミシャル・タタール人（西部タタール）
  - テプテル・タタール人（ロシア語版）他
- シベリア・タタール人（東部タタール）
  - バラバ・タタール人他

## 著名なヴォルガ・タタール人
- アイダル・ガリモフ - 歌手
- アリーナ・カバエワ - 元体操選手
- アリーナ・ザギトワ - フィギュアスケート選手
- アルスー - 歌手
- カミラ・ワリエワ - フィギュアスケート選手
- リナト・ファクレトディノフ - 総合格闘家
- マラト・イズマイロフ - サッカー選手
- ソフィア・グバイドゥーリナ - 作曲家
- ディナラ・サフィナ - テニス選手
- マラト・サフィン - テニス選手
- ミンチメル・シャイミーエフ - 政治家
- ルドルフ・ヌレエフ - バレエダンサー
- チュルパン・ハマートヴァ - 女優
- ディニャル・ビリャレトディノフ - サッカー選手
- レナト・ヤンバエフ - サッカー選手
- アブデュルレシト・イブラヒム - イマーム、ジャーナリスト